# Граф де Аркос

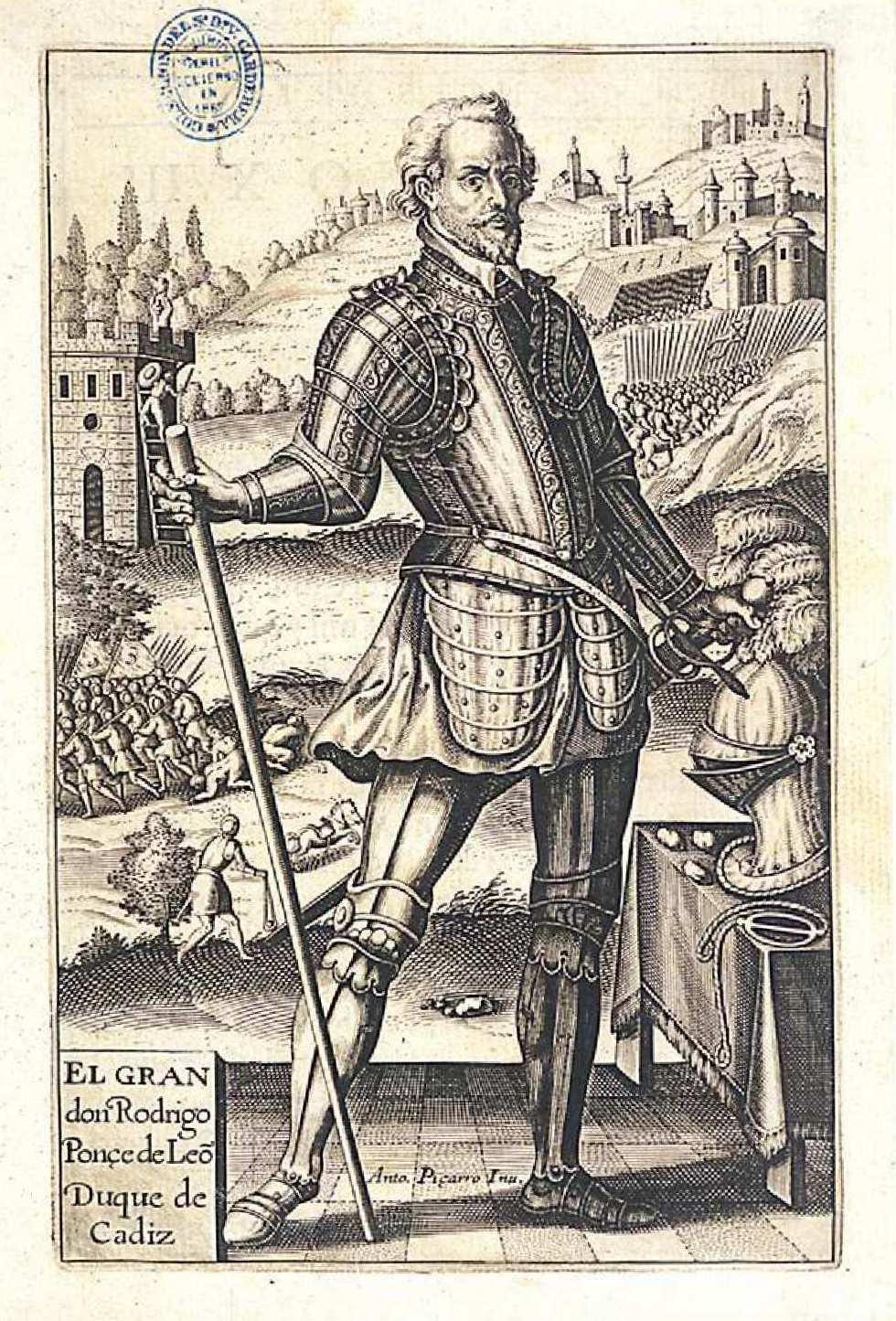
Родриго Понсе де Леон (1443—1492), 3-й граф де Аркос, 2-й маркиз и 1-й герцог де Кадис, 10-й сеньор де Марчена

Граф де Аркос — испанский дворянский титул. Он был создан в 1431 году королем Кастилии Хуаном II для Педро Понсе де Леона и Аро (ок. 1360—1448), 8-го сеньора де Марчена. В 1429 году ему было пожаловано графство Медельин.
Название титула происходит от названия муниципалитета Аркос-де-ла-Фронтера, провинция Кадис, автономное сообщество Андалусия.
В 1493 году католические короли Изабелла Кастильская и Фердинанд Арагонский в качестве компенсации за ликвидацию маркизата и герцогства Кадис, а также включения города в состав коронного домена, возвели графство Аркос в ранг герцогства. Первым герцогом де Аркос стал Родриго Понсе де Леон и Понсе де Леон, получивший также титул 1-го графа де Касарес.

## Графы де Аркос
- Педро Понсе де Леон и Аро (ок. 1360 — 15 февраля 1448), 1-й граф де Аркос, 1-й граф де Медельин, 5-й сеньор де Марчена. Сын Педро Понсе де Леона Херики (ок. 1330—1387), 4-го сеньора де Марчена, и Санчи Руис де Баэса и Аро, сеньоры де Байлен.
  - Супруга — Мария Лопес де Айала и Гусман, дочь Педро Лопеса де Айала, канцлера Кастилии и сеньора де Айала, и Леонор Суарес де Толедо и Гусман.

- Хуан Понсе де Леон и Айала (1400—1471), 2-й граф де Аркос, 1-й маркиз де Кадис, 6-й сеньор де Марчена. Сын предыдущего и Марии Лопес де Айала и Гусман
  - Супруга — Леонор де Гусман и Сильва (? — 1441), дочь Альфонсо Нуньеса де Гусмана, 7-го сеньора де Оргас, и Санчи Фернандес де Понсе де Леон
  - Супруга — Леонор Нуньес Гудьель де Прадо, дочь Хуана Нуньеса де Прадо и Урраки Фернандес Гудьель.

- Родриго Понсе де Леон (1443 — 28 августа 1492), 3-й граф де Аркос, 2-й и последний маркиз де Кадис, 1-й герцог де Кадис и 1-й маркиз де Сахара. Сын предыдущего от второго брака с Леонор Нуньес.
  - Супруга — Беатрис Фернандес де Мельгарехо, дочь Педро Фернандеса де Мельгарехо и Хуаны Ортис. Их брак был аннулирован из-за отсутствия потомства
  - Супруга — Инес Бесерриль Хименес де ла Фуэнте, дочь Родриго Хименеса де Бесерриля и Хуаны Фернандес де ла Фуэнте.
  - Супруга — Беатрис Пачеко Портокарреро, дочь Хуана де Пачеко Портокарреро. Ему наследовал его внук, сын его дочери Франсиски Понсе де Леон, 3-й маркизы де Кадис, и Луиса Понсе де Леона Фигероа, сеньора де Вильягарсия.

- Родриго Понсе де Леон и Понсе де Леон[исп.] (? — 1530), 4-й граф де Аркос и 1-й герцог да Аркос (с 20 января 1493 года), 1-й граф де Касарес, 2-й маркиз де Сахара, 9-й сеньор де Марчена и 6-й сеньор де Вильягарсия.
  - Супруга — Изабель Пачеко	Диего Лопеса Пачеко Портокарреро, 2-го маркиза де Вильена, и Хуаны Энрикес де Веласко.
  - Супруга — Хуана Тельес-Хирон, дочь Хуана Тельес-Хирона, 2-й графа де Уренья, и Леонор де ла Вега и Веласко
  - Супруга — Мария Тельес-Хирон и Веласко, сестра предыдущей.